# Squadrista
«Скуадріста» (італ. Squadrista) — ескадрений міноносець типу «Сольдаті» (2-га серія)  Королівських ВМС Італії за часів Другої світової війни.

## Історія створення
Ескадрений міноносець «Скуадріста» був закладений 4 вересня 1941 року на верфі Odero-Terni-Orlando в Ліворно. Спущений на воду 12 вересня 1941 року.
30 липня 1943 року, коли корабель ще будувався, він був перейменований на «Корсаро», на честь загиблого однотипного корабля. Вступ у стрій планувався на жовтень 1943 року. Планувалось перевести корабель в Ла-Спецію, більш захищену від повітряних атак. Але до моменту перемир'я есмінець все ще перебував у Ліворно у 96-% готовності та не міг рухатись власним ходом.
9 вересня 1943 року недобудований есмінець був захоплений німцями.  Він був перейменований в «TA33» та відбуксирований в Геную для добудови. Планувалось завершити роботи до жовтня 1944 року.
4 вересня 1944 року майже збудований корабель був потоплений в результаті нальоту американської авіації.
Після війни рештки корабля були підняті та здані на злам.